# Ceriagrion suave
Ceriagrion suave – gatunek ważki z rodziny łątkowatych (Coenagrionidae). Występuje na terenie Afryki Subsaharyjskiej – od Senegalu po Etiopię i na południe po Namibię, Botswanę i północno-wschodnią RPA.
W RPA imago lata od stycznia do końca maja. Długość ciała 39–41 mm. Długość tylnego skrzydła 20–20,5 mm.